# 5441-es mellékút (Magyarország)
Az 5441-es mellékút egy közel 5 kilométeres hosszúságú, négy számjegyű mellékút Bács-Kiskun vármegye területén; Petőfiszállástól vezet Kiskunfélegyháza térségéig, pontosabban a Kiskunfélegyháza-Kiskunmajsa-Kiskunhalas közt húzódó 5402-es útig.

## Nyomvonala
Petőfiszállás központjának keleti részén indul, a Cegléd–Szeged-vasútvonal Petőfiszállás vasútállomásának északi szélétől; az 5-ös főúttól a faluba vezető, mintegy 3 kilométer hosszú 54 103-as számú mellékút folytatásaként, északi irányban; ugyanott ágazik ki dél felé az állomást kiszolgáló, rövid 54 304-es számú mellékút. Alig 200 méter után északnyugatnak fordul, úgy halad végig a település központján, Kossuth Lajos utca néven. 1,2 kilométer után már külterületen húzódik, 2,8 kilométer után pedig eléri Kiskunfélegyháza déli határszélét, onnantól a határvonalat kíséri. Úgy keresztezi néhány lépéssel arrébb – felüljárón, csomópont nélkül – az M5-ös autópályát is, majd utolsó méterei előtt a Kiskunhalas–Kiskunfélegyháza-vasútvonal vágányait is – nyílt vonali szakaszon –, és véget is úgy ér, beletorkollva az 5402-es útba, annak a 11+850-es kilométerszelvényénél.
Teljes hossza, az országos közutak térképes nyilvántartását szolgáló kira.gov.hu adatbázisa szerint 4,880 kilométer.

## Települések az út mentén
- Petőfiszállás
- (Kiskunfélegyháza)